# Cyclosa punctata
Cyclosa punctata là một loài nhện trong họ Araneidae.
Loài này thuộc chi Cyclosa. Cyclosa punctata được Eugen von Keyserling miêu tả năm 1879.